# Edeka
Edeka  ( Antiguamente abreviatura de Cooperativa Comercial de Comerciantes de bienes Coloniales en el distrito Halleschen Tor de Berlín) es la mayor red de comercio minorista de Alemania. El grupo está compuesto por Edeka Großhandel (canal mayorista), el grupo AVA, Spar AG y el discounter Schels (estos dos últimos grupos desde el año 2005), así como empresas que facturan a través de Edeka o de filial Gedelfi. Desde 2005, tras la adquisición de Spar, Edeka se convirtió en la mayor red de comercio minorista de Alemania. La base del Grupo Edeka son cooperativas a las que se han unido minoristas independientes. Las sociedades regionales son responsables del comercio mayorista y proveen a los comerciantes independientes, así como a las filiales, que pertenecen o colaboran con el grupo a través de dichas sociedades regionales o con la Central de Edeka AG & Co KG. Desde 2005 Edeka forma parte del grupo europeo de compras Alidis, junto con la francesa Intermarché y la española Eroski.

## Empresa
Edeka y el Grupo Tengelmann acordaron en 2007 la fusión de sus filiales de descuento Netto y Plus, respectivamente, para formar una nueva empresa con cerca de 4.200 establecimientos en Alemania. Edeka posee el 70% del capital de la empresa resultante de la fusión y Tengelmann, el 30%. El presidente de Edeka, Alfons Frenk, prevé “planes de expansión de la empresa conjunta con la inauguración de más de 300 establecimientos al año". La suma de la facturación de Plus y Netto alcanzaba la cifra de 11.100 millones de euros (16.261 millones de dólares) en 2006, según los datos de ambas empresas. El acuerdo entre Edeka y Tengelmann prevé también la cooperación en materia de compras.

## Presencia en España
El Grupo Edeka tiene una central de compras en España, con domicilio social en Valencia, donde se dedican a exportar la fruta y verdura a todo el Grupo de manera exitosa desde 1979.